# 1919 w Wojsku Polskim
Kalendarium Wojska Polskiego 1919 – wydarzenia w Wojsku Polskim w roku 1919.

## Styczeń
- lotnicy wielkopolscy z Ławicy wykonywali loty rozpoznawcze na korzyść oddziałów powstańczych w rejonie Ostrowa, Leszna i Rawicza[1]

1 stycznia
- kompania podporucznika Pawła Cymsa zajęła Trzemeszno i Mogilno[2]

2 stycznia
- powstańcy wielkopolscy zdobyli Strzelno i Kruszwicę[2]

5 stycznia

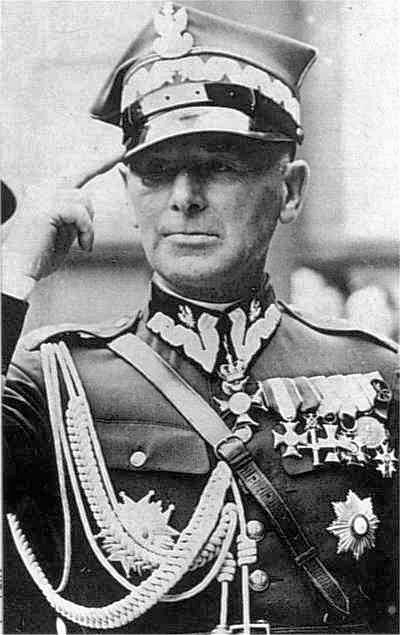
gen. Edward Śmigły-Rydz

- generał podporucznik Antoni Listowski został dowódcą Grupy Podlaskiej

6 stycznia
- grupa podporucznika Pawła Cymsa zdobyła Inowrocław[2]
- oddziały polskiego wojska z pomocą powstańców wielkopolskich zdobyły Stację Lotniczą Ławica pod Poznaniem[1]

7 stycznia (wtorek)
- nad Poznaniem po raz pierwszy w historii pojawiły się samoloty z biało–czerwonymi szachownicami[1]
- w Inowrocławiu z oddziałów powstańczych zostały sformowane:

1 pułk grenadierów kujawskich pod dowództwem podporucznika Pawła Cymsa, w tzw. „czerwonych koszarach”
2 pułk grenadierów kujawskich pod dowództwem sierżanta Stanisława Janowskiego, w tzw. „białych koszarach”
szwadron nadgoplański, w tzw. „koszarach artylerii”
16 stycznia (czwartek)
- dowódca VIII Okręgu Wojskowego rozwiązał 2 pułk grenadierów kujawskich, a żołnierzy tego oddziału wcielił do 1 pułku grenadierów kujawskich, jako II batalion
- w Inowrocławiu żołnierze I i II batalionu 1 pułku grenadierów kujawskich złożyli przysięgę i otrzymali chorągiew ufundowaną przez społeczeństwo Inowrocławia[2]
- oddziały Wojsk Lotniczych złożyły przysięgę na lotnisku Mokotowskim w Warszawie[1]

24 stycznia (piątek) 
- Grupa generała Edwarda Rydz-Śmigłego zdobyła Włodzimierz Wołyński

## Luty
1 lutego
- generał major Wiktor Gawroński z byłej armii rosyjskiej został przyjęty do Wojska Polskiego i mianowany dowódcą Wojsk Kolejowych[3]

3 lutego
- Grupa generała Edwarda Rydz-Śmigłego zdobyła Łuck

4 lutego
- w Poznaniu, w koszarach na Jeżycach głównodowodzący Siłami Zbrojnymi w byłym zaborze pruskim, generał porucznik Józef Dowbor-Muśnicki wręczył chorągiew 1 pułkowi rezerwowemu strzelców wielkopolskich[4]

7 lutego
- wydano dekret o powszechnym obowiązku służby wojskowej[5]

9 lutego
- Grupa Podlaska generała Listowskiego zajęła twierdzę Brześć po opuszczeniu jej przez oddziały Ober-Ostu
- biskup polowy Wojsk Polskich Stanisław Gall „z woli Ojca Świętego i za zgodą Naczelnego Wodza Wojsk Polskich objął zarząd duszpasterski w Armii Polskiej”[6]

12 lutego
- powstała w Poznaniu 1 Wielkopolska Eskadra Lotnicza[1]

14 lutego
- Wojsko Polskie prowadziło działania wojenne przeciwko Armii Czerwonej.

13 lutego
- powstała 2 Wielkopolska Eskadra Lotnicza, która brała udział w walkach powstańczych w Wielkopolsce[1]

19 lutego
- kierownik Ministerstwa Spraw Wojskowych, pułkownik Jan Wroczyński:

„ogłosił zatwierdzone przez Wodza Naczelnego przepisy dotyczące odznaki pilota”; odznaka została zaprojektowana przez artystę rzeźbiarza Władysława Gruberskiego
mianował pułkownika intendenta Józefa Schindlera szefem Intendentury Dowództwa Okręgu Generalnego „Kielce”
27 lutego
- Józef Piłsudski, jako naczelny Wódz mianował generała majora Józefa Leśniewskiego generałem porucznikiem[8], a jako Naczelnik Państwa - Ministrem Spraw Wojskowych[9] → Rząd Ignacego Jana Paderewskiego

## Marzec
W marcu w skład Armii Polskiej we Francji zostało włączonych siedem eskadr: 39 i 59 eskadra Breguetów A2, 66 eskadra Breguetów B2, 580, 581 i 582 eskadra Salmsonów oraz 162 eskadra Spadów, a także 1 park lotniczy i Francuska Szkoła Pilotów. Wymienione pododdziały utworzyły lotnictwo armii nazywane ówcześnie „Awiacją”. Dowódcą lotnictwa został major armii francuskiej Rochefaur, a następnie major Chapelet. Zastępcą dowódcy Awiacji był major Sergiusz Abżółtowski.
1-7 marca

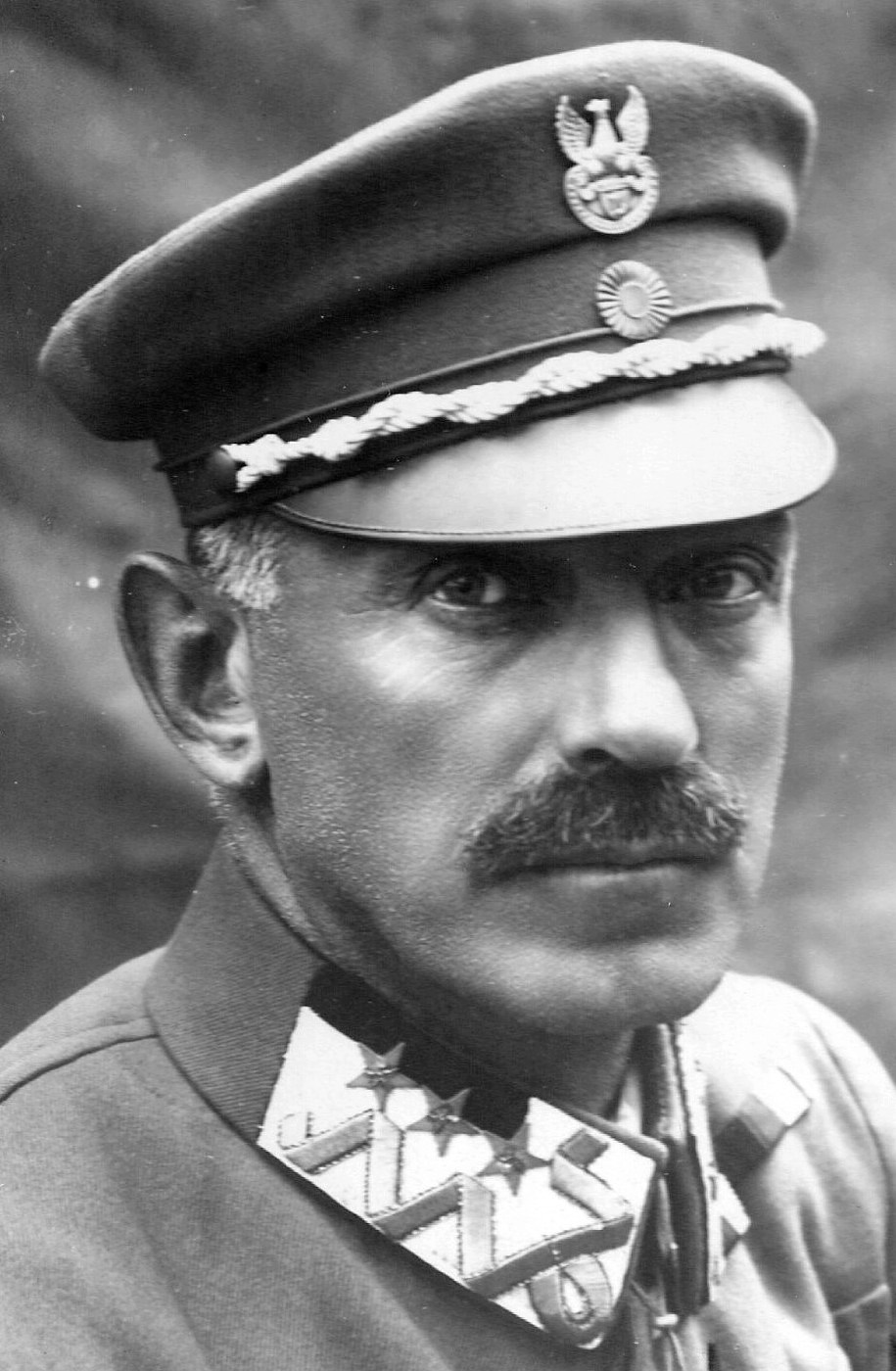
gen. Stanisław Szeptycki

- Na Wołyniu Grupa majora Leopolda Lisa-Kuli prowadziła natarcie na siły ukraińskie.

5 marca
- Szef Sekcji Marynarki Wojennej wydał rozkaz nr 1 określający tymczasowe etaty sekcji.

6 marca
- Powstała 3 Wielkopolska Eskadra Lotnicza[1].

9 marca
- Przy Naczelnym Dowództwie WP zostało utworzone Szefostwo Lotnictwa Polowego[1].

19 marca
- Dowództwo Wojsk Lotniczych w Warszawie zostało przeformowane w Inspektorat Wojsk Lotniczych. Obowiązki Inspektora Wojsk Lotniczych i Szefa Lotnictwa Polowego zostały czasowo powierzone podpułkownikowi Hipolitowi Łossowskiemu[12].

20 marca
- Rada Ministrów wydała uchwałę w sprawie utworzenia Departamentu dla Spraw Morskich w strukturze Ministerstwa Spraw Wojskowych.

23 marca
- W Pau, w Akwitanii, przy francuskiej wyższej szkole pilotażu został zorganizowany polski obóz lotniczy pod komendą kapitana Jerzego Kossowskiego[13].

27 marca
- Naczelny Wódz mianował pułkownika Andrzeja Opatowicza komendantem twierdzy Brześć Litewski.

29 marca
- Pod Świdnikami nad Stochodem poległ ppor. Józef Zaleski z 8 pułku artylerii polowej.

30 marca
- Został sformowany Front Wołyński pod dowództwem generała Aleksandra Karnickiego.

31 marca

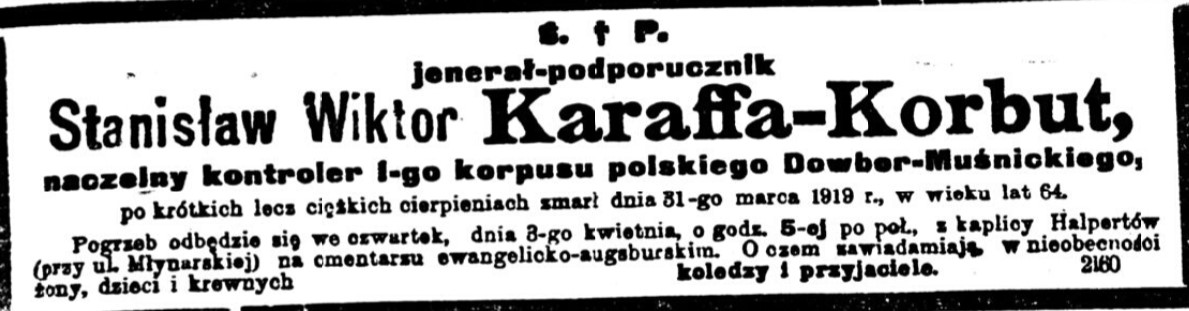
Nekrolog gen. ppor. Stanisława Karaffa-Korbuta

- Zmarł generał podporucznik Stanisław Wiktor Karaffa-Korbut, naczelny kontroler I Korpusu Polskiego w Rosji.

## Kwiecień
4 kwietnia
- Zawarto układ polsko-francuski o przejściu Armii Polskiej z Francji do kraju.
- Zawarto układ z Niemcami o przepuszczeniu Armii Polskiej przez terytorium tego państwa[5].

11 kwietnia
- W strukturze Departamentu dla Spraw Morskich Ministerstwa Spraw Wojskowych powstał Samodzielny Referat Lotnictwa Morskiego, którego kierownikiem został por. mar. Stanisław Gołębiowski.

16 kwietnia
- Z Francji wyjeżdżają pierwsze oddziały Armii Polskiej[5].

19 kwietnia
- Polskie oddziały zajmują Wilno[5].

22 kwietnia
- Minister Spraw Wojskowych wydał rozkaz w sprawie utworzenia Departamentu dla Spraw Morskich oraz powierzył kierownictwo departamentu kontradmirałowi Kazimierzowi Porębskiemu, a jego zastępcą ustanowił kontradmirała Wacława Kłoczkowskiego. W zakres działania departamentu wchodził „całokształt zarządzeń i interesów dotyczących spraw morskich, wojennych i handlowych oraz flotylli wojennej rzecznej”[14].

## Maj
- Na lotnisku Rakowice koło Krakowa powstała I Szkoła Pilotów, a dotychczasowa Wojskowa Szkoła Lotnicza została przemianowana na II Szkołę Pilotów[1].

3 maja
- Grupa Podlaska generała Listowskiego zdobyła Pińsk.
- Polska delegacja na konferencji pokojowa w Paryżu złożyła memoriał do Rady Państw Sprzymierzonych i Stowarzyszonych o przyznanie Polsce części floty niemieckiej i austro-węgierskiej.

12 maja
- Francuska Szkoła Pilotów przybyła do kraju i została zakwaterowana na lotnisku Mokotowskim w Warszawie[1].

15 maja
- Został sformowany Front Litewsko-Białoruski pod dowództwem generała Stanisława Szeptyckiego.

17 maja
- Został ustanowiony Inspektorat Inżynierii i Saperów,
- generał podporucznik Władysław Wejtko został mianowany Inspektorem Inżynierii i Saperów[15].
- Departament X Komunikacyjny został przemianowany na Departament X Techniczno-Komunikacyjny,
- Sekcja Budowlana została usamodzielniona i podporządkowana bezpośrednio I Wiceministrowi Spraw Wojskowych,
- Sekcja Inżynierii Wojskowej została przemianowana na Sekcję Inżynierii i Saperów, i wcielona do Departamentu X Techniczno-Komunikacyjnego,
- major Zygmunt Nawratil został mianowany szefem Sekcji Inżynierii i Saperów,
- Sekcja Elektrotechniczna została wcielona do Departamentu X Techniczno-Komunikacyjnego[16].
- pułkownik intendentury Karol Witkowski został przeniesiony z Lublina do Głównego Kwatermistrzostwa na stanowisko inspektora gospodarczego dla oddziałów i formacji frontowych Wojsk Polskich[17].
- Minister Spraw Wojskowych powierzył kapitanowi Kazimierzowi Kristmann-Dobrzańskiemu utworzenie i tymczasowe kierownictwo Inspektoratu Wojsk Samochodowych. Kazimierz Kristmann-Dobrzański 27 grudnia 1918 roku został przyjęty do Wojska Polskiego z byłej cesarskiej i królewskiej Armii, z zatwierdzeniem posiadanego stopnia kapitana i przydzielony z dniem 1 listopada 1918 roku do Inspektoratu Artylerii. 27 marca 1919 roku w Krakowie razem z porucznikiem inżynierem Władysławem Mayerem zawiązał „Eshape” Spółkę handlowo-przemysłową i biuro inżynierskie spółkę z ograniczoną odpowiedzialnością (K. Kristmann-Dobrzański i W. Mayer byli „zawiadowcami” spółki, a zastępcą zawiadowcy był porucznik magister Tadeusz Zabierzański). Z dniem 1 października 1924 został przeniesiony do rezerwy[18]. Z dniem 30 września 1923 roku został przeniesiony w stan spoczynku[19]. W latach 1937–1939 major w stanie spoczynku Kristmann-Dobrzański był zastępcą asystenta przy Katedrze Maszynoznawstwa I Akademii Górniczej w Krakowie, której kierownikiem był profesor Jan Krauze. Wykładał samochody i „ciągówki”, jak ówcześnie nazywano ciągniki[20]. 8 września 1960 otrzymał brytyjskie obywatelstwo[21].

19 maja
- Ofensywa wojsk polskich w byłej Galicji Wschodniej[5].

22 maja
- Został sformowany Front Przeciwniemiecki pod dowództwem generała Paula Prospera Henrysa, któremu podporządkowano: Front Mazowiecki, Front Wielkopolski, Front Śląski i Front Cieszyński.

25 maja
- Na lotnisku Ławica w Poznaniu została sformowana 4 Eskadra Bojowa Wielkopolska[1].

## Czerwiec
1 czerwca
- Przy Departamencie I Organizacyjno-Mobilizacyjnym Ministerstwa Spraw Wojskowych została ustanowiona Sekcja Regulaminów i Wyszkolenia z szefem podpułkownikiem Sztabu Generalnego Karolem Froehlich[22].

2 czerwca
- Front Wołyński i Grupa Wschód zostały włączone w skład Frontu Galicyjsko-Wołyńskiego.

10 czerwca
- Z Odessy przybyła Eskadra Lotnicza 4 Dywizji Strzelców Polskich gen. Żeligowskiego[1].

11 czerwca
- W Ministerstwie Spraw Wojskowych został utworzony Inspektorat Wojsk Samochodowych[23].

3 czerwca
- Generał podporucznik Antoni Listowski został mianowany dowódcą 9 Dywizji Piechoty i Grupy Poleskiej.

15 czerwca
- Front Śląski i Front Cieszyński został połączony w Front Południowo-Zachodni.

20 czerwca
- Minister Spraw Wojskowych, generał porucznik Józef Leśniewski:

dla upamiętnienia szarży pod Rokitnem nadał 2 Pułkowi Szwoleżerów nazwę „2 Pułk Szwoleżerów Rokitniańskich”,
ustanowił na czas wojny inspekcyjnych oficerów sztabowych piechoty i jazdy przy każdym dowództwie okręgu generalnego.
21 czerwca
- Minister Spraw Wojskowych zatwierdził odznaki dla pułków strzelców 
podhalańskich[26].

22–28 czerwca
- Niemcy atakowali polskie placówki graniczne na Śląsku i w Małopolsce.

25 czerwca
- Sekcje Polityczna i Policyjno-Wojskowa Naczelnego Dowództwa Wojska Polskiego zostały przeniesione do Ministerstwa Spraw Wojskowych i podporządkowane bezpośrednio II Wiceministrowi[27].

29 czerwca
- W Wilnie wręczono sztandar 13 pułkowi ułanów[28].

## Lipiec
1 lipca
- Porucznik marynarki Stefan Schmidt został pierwszym dowódcą Flotylli Wiślanej.

9 lipca
- W Modlinie została rozpoczęta organizacja Szkoły Marynarzy przy Komendzie Portu Wojennego.

10 lipca
- 9 Dywizja Piechoty generała Listowskiego zdobyła Łuniniec.
- Pułkownik marynarki Jerzy Świrski zastąpił generała podporucznika marynarki Wacława Kłoczkowskiego na stanowisku zastępcy szefa Departamentu dla Spraw Morskich.

16 lipca
- Wojska ukraińskie zostały wyparte za Zbrucz. Koniec wojny polsko-ukraińskiej.

22 lipca
- Minister Spraw Wojskowych wydał rozkaz „o prawie i sposobie noszenia odznaki w kształcie wężyka na kołnierzu”[29].

23 lipca
- Ze składu Frontu Galicyjsko-Wołyńskiego został ponownie utworzony Front Wołyński.

25 lipca
- Dekretem Naczelnego Wodza Wojsk Polskich zostali mianowani:

generał podporucznik Wacław Iwaszkiewicz-Rudoszański – generałem porucznikiem,
generał podporucznik Aleksander Osiński – generalnym inspektorem piechoty,
podpułkownik Gotfryd Marski - inspektorem obozów jeńców,
mułła Sinatulla Chabibullin – naczelnym mułłą wojskowym i referentem wyznania mahometańskiego w Sekcji Religijno-Wojskowej.
27 lipca
- Z pozostałych sił Frontu Galicyjsko-Wołyńskiego został zorganizowany Front Galicyjski.

28 lipca
- Dekretem Naczelnego Wodza Wojsk Polskich zostali mianowani:

generał podporucznik Kajetan Olszewski – dowódcą Okręgu Generalnego „Łódź”,
generał podporucznik Bolesław Roja – dowódcą Okręgu Generalnego „Kielce”,
pułkownik-brygadier Leon Berbecki – dowódcą 3 Dywizji Piechoty Legionów,
pułkownik-brygadier Henryk Minkiewicz – dowódcą 2 Dywizji Piechoty Legionów.
29 lipca
- W Poznaniu wręczono sztandar 15 pułkowi ułanów[32].

31 lipca
- Okręgowe komendy uzupełnień zostały zniesione, jako odrębne urzędy i weszły w skład dowództw okręgów generalnych, jako ich wydziały V[33].

## Sierpień
1 sierpnia
- Na lotnisku Mokotowskim powstała Oficerska Szkoła Obserwatorów Lotniczych[1].
- Minister Spraw Wojskowych nakazał zorganizowanie ruchomych oddziałów leczniczo-weterynaryjnych Nr 2 i Nr 3[34].

2 sierpnia
- W Departamencie I Mobilizacyjno-Organizacyjnym Ministerstwa Spraw Wojskowych w Warszawie została utworzona Sekcja „Z”, której zadaniem było „zjednoczenie Wojsk Polskich sformowanych za granicą z armią krajową” oraz „załatwienie wszystkich kwestii dotyczących likwidacji armii gen. Hallera, jako odrębnej armii sformowanej we Francji”. Szefem sekcji został mianowany major Tadeusz Malinowski[35].

3 sierpnia
- Na placu Saskim w Warszawie generał Karol Durski-Trzaska wręczył chorągiew 5 pułkowi ułanów[36].

4 sierpnia
- Minister Spraw Wojskowych zatwierdził „Tymczasową organizację korpusu oficerskiego wojskowych lekarzy weterynaryjnych”[37].

5 sierpnia
- Minister Spraw Wojskowych zatwierdził tytulaturę stopni podoficerskich i żołnierskich w artylerii (w nawiasie podano odpowiedniki stopni w piechocie):

ogniomistrz sztabowy (sierżant sztabowy),
ogniomistrz (sierżant),
plutonowy,
kapral (sekcyjny),
bombardier (starszy żołnierz),
kanonier (szeregowy).
8 sierpnia
- Oddziały Frontu Litewsko-Białoruskiego zdobyły Mińsk.

12 sierpnia
- Weszła w życie ustawa z dnia 1 sierpnia 1919 roku o tymczasowej organizacji zarządu b. dzielnicy pruskiej. Zgodnie z art. 7 ustawy sprawy wojskowe w byłym zaborze pruskim podlegały właściwemu ministrowi[39].

13 sierpnia
- Został wydany rozkaz w sprawie utworzenia Dowództwa Okręgu Generalnego „Pomorze”.

14 sierpnia
- Weszła w życie ustawa z dnia 2 sierpnia 1919 roku o ustaleniu starszeństwa i nadaniu stopni oficerskich w wojsku polskiem. Mocą ustawy minister spraw wojskowych został zobowiązany do ogłoszenia najpóźniej do 1 stycznia 1920 roku listy starszeństwa i stopni oficerów Wojska Polskiego, zatwierdzonej przez Naczelnego Wodza. Działania wojenne opóźniły realizację tego zadania. Lista starszeństwa została zatwierdzona przez marszałka Piłsudskiego 3 maja 1922 roku i opublikowana 8 czerwca 1919 roku jako załącznik do nr 32 Dziennika Personalnego MSWojsk. Ustawa zakładała powołanie ogólnej komisji weryfikacyjnej i komisji weryfikacyjnych dla poszczególnych grup oficerskich[40].

15 sierpnia
- Naczelny Wódz wydał dekret o utworzeniu komisji weryfikacyjnych dla ośmiu grup oficerów: byłych Legionów Polskich, byłego I Korpusu Wschodniego, byłego II Korpusu Wschodniego, byłego III Korpusu Wschodniego, armii gen. Hallera, byłej armii austriackiej, byłej armii niemieckiej oraz byłej armii rosyjskiej. Wszystkie komisje zostały włączone w skład Departamentu IV Personalnego Ministerstwa Spraw Wojskowych, a ich członkowie podporządkowani pod względem służbowym i dyscyplinarnym szefowi tego departamentu[41]. Naczelny Wódz przychylając się do wniosku komisji weryfikacyjnych dla oficerów byłych I, II i III Korpusów Wschodnich oraz byłej armii rosyjskiej utworzył z dniem 3 stycznia 1920 roku wspólną komisję weryfikacyjną dla wymienionych wyżej grup oficerów[42].

20 sierpnia
- Naczelny Wódz wydał dekret w sprawie podporządkowania sił zbrojnych w byłym zaborze pruskim[43].

23 sierpnia
- W obecności Józefa Piłsudskiego na lotnisku mokotowskim odbył się pokaz samolotu CWL SK-1 Słowik. W czasie pokazu od kadłuba samolotu oderwały się skrzydła. Samolot runął na ziemię. Śmiercią lotnika zginął pilot kpt. Kazimierz Jesionowski i konstruktor samolotu, kpt. inż. Karol Słowik[44].

25 sierpnia
- Weszła w życie ustawa z dnia 1 sierpnia 1919 roku o godłach i barwach Rzeczypospolitej Polskiej[45].

29 sierpnia
- Oddziały 1 Dywizji Strzelców Wielkopolskich wsparte 2 kompanią czołgów kapitana Dufoura z 1 pułku czołgów zdobyły Bobrujsk.

31 sierpnia
- Wręczono chorągiew 52 pułkowi piechoty[46].

## Wrzesień
- I Szkołę Pilotów w Krakowie i II Szkołę Pilotów w Warszawie połączono w jedną pod nazwą Niższa Szkoła Pilotów w Krakowie, a jej komendantem został kpt. pil. Roman Florer[1]

9 września
- wręczono sztandar 11 pułkowi ułanów[47]

11 września
- generał podporucznik Kazimierz Raszewski został mianowany dowódcą Okręgu Generalnego „Pomorze”[48]

21 września
- członkowie Komisji Ubiorczej, w głosowaniu, opowiedzieli się za wprowadzeniem rogatywki, jako nakrycia głowy o typie wyraźnie polskim, nadającym ubiorowi polowemu wyraźny charakter narodowy, „aby obcy na całym świecie po niej poznali Polaka”[49]

25 września
- Naczelny Wódz Wojsk Polskich przyjął do Wojska Polskiego:

generała podporucznika Gustawa Macewicza,
generała podporucznika audytora Juliusza Albinowskiego z byłej cesarskiej i królewskiej Armii.
- Naczelny Wódz Wojsk Polskich mianował:

generała podporucznika Gustawa Macewicza Inspektorem Wojsk Lotniczych w Warszawie,
generała podporucznika Antoniego Longina Baranowskiego dowódcą 2 Dywizji Litewsko-Białoruskiej,
podpułkownika Hipolita Łossowskiego dowódcą Brygady Lotniczej,
podpułkownika Ferdynanda Zarzyckiego komendantem Szkoły Aplikacyjnej Oficerów Piechoty w Rembertowie,
podpułkownika Wincentego Podgórskiego Inspektorem Wojsk Samochodowych,
księdza pastora Ryszarda Paszko naczelnym kapelanem wyznania ewangelickiego,
- Naczelny Wódz Wojsk Polskich zwolnił:

podpułkownika Hipolita Łossowskiego ze stanowiska Inspektora Wojsk Lotniczych,
kapitana Kazimierza Kristman-Dobrzańskiego ze stanowiska Inspektora Wojsk Samochodowych,
- lotnictwo polskie z byłych zaborów zostało połączone z lotnictwem gen. Hallera[1].

29 września
- wręczono chorągiew 85 pułkowi piechoty[60]

30 września
- Naczelny Wódz Wojsk Polskich mianował podpułkownika Stanisława Kowalskiego dowódcą Nowogródzkiego Pułku Strzelców[61].
- Naczelny Wódz Wojsk Polskich przyjął do Wojska Polskiego:

generała podporucznika Roberta Kurellę z byłej armii rosyjskiej,
generała porucznika marynarki Konstantego Biergiela,
pułkownika Sergiusza Boguckiego,
podpułkownika Leona Bobickiego,
kapitana Włodzimierza Rachmistruka.

## Październik
7 października
- wręczono chorągiew 11 Pułkowi Strzelców Wielkopolskich[65]

17 października
- W Poznaniu Minister Spraw Wojskowych generał porucznik Józef Leśniewski promował absolwentów I kursu Oficerskiej Szkoły Aeronautycznej[66].

19 października
- Front Południowo-Zachodni został przemianowany na Front Śląski, Front Mazowiecki został zlikwidowany, a w jego miejsce utworzony Front Pomorski

30 października
- Naczelny Wódz tymczasowo zatwierdził następującym oficerom stopnie generała podporucznika nadane przez Naczelną Radę Ludową w Poznaniu, jako warunkowe, do czasu ułożenia przez Komisję Weryfikacyjną ogólnej listy starszeństwa oficerów Wojsk Polskich:

pułkownik artylerii Bolesław Siestrzeńcewicz,
pułkownik piechoty Michał Milewski,
podpułkownik artylerii Anatol Kędzierski,
pułkownik piechoty Adolf Kuczewski,
pułkownik wojsk technicznych Jan Wroczyński.

## Listopad
1 listopada
- Naczelny Wódz Wojsk Polskich, Józef Piłsudski:

zatwierdził, jako obowiązujący „Przepis Ubioru Polowego Wojsk Polskich r. 1919” sygnatura „Um.-1”; Przepis (...) został wydany w 1920, w Warszawie, przez Główną Księgarnię Wojskową → Mundury Wojska Polskiego II RP
mianował pułkownika Jana Rządkowskiego generałem podporucznikiem
18 listopada
- w Poznaniu 2 pułk ułanów wielkopolskich otrzymał sztandar ufundowany przez Koło Ziemianek Wielkopolskich[68]

23 listopada
- Naczelny Wódz Wojsk Polskich, Józef Piłsudski mianował pułkownika Franciszka Latinika, dowódcę 7 Dywizji Piechoty, generałem podporucznikiem z dniem 1 grudnia 1919 roku.

29 listopada
- Naczelny Wódz Wojsk Polskich, Józef Piłsudski mianował:

generała podporucznika Józefa Lasockiego, dowódcą 8 Dywizji Piechoty,
generała podporucznika Jana Rządkowskiego, dowódcą 1 Dywizji Litewsko-Białoruskiej,
generała podporucznika Bronisława Babiańskiego dowódcą Okręgu Generalnego „Lublin”.
30 listopada
- generał podporucznik Mikołaj Sulewski został zwolniony ze służby czynnej i przeniesiony do rezerwy.

## Grudzień
9 grudnia
- Rada Ambasadorów w Paryżu uchwaliła przyznanie Polsce sześciu małych torpedowców z podziału floty niemieckiej: V-105 (ORP „Mazur”), V-108 (ORP „Kaszub”), A-59 (ORP „Ślązak”), A-64 (ORP „Krakowiak”), A-68 (ORP „Kujawiak”) i A-80 (ORP „Podhalanin”).

10 grudnia
- II Wiceminister Spraw Wojskowych generał podporucznik Kazimierz Sosnkowski podpisał rozkaz nr 1200/Z. Przeprowadzenie zjednoczenia Armii Wielkopolskiej z Armią Krajową.

„Niniejszy rozkaz określał zasadniczą organizację poszczególnych jednostek i większych związków, oddanych na mocy wyżej powołanego rozkazu (MSWojsk. Dep. I nr 3344/Org.) do dyspozycji Naczelnego Dowództwa”.
Rozkaz stanowił, że „jednostki pozostające organizacyjnie na terenie Księstwa Poznańskiego otrzymują wszystkie nazwę: «Wielkopolskie». Formacje eksterytorialne na razie specjalnej nazwy otrzymały”.
Ustalone tym rozkazem nazwy i numery miały być ostateczne, i nie miały podlegać zmianom. Nowe nazwy i numery weszły w życie z dniem 1 stycznia 1920 roku. Do 31 marca 1920 roku w korespondencji służbowej poszczególne jednostki miały podawać obok nowej, dotychczasową nazwę ujętą w nawias.
31 grudnia
- Ukazał się rozkaz Ministra Spraw Wojskowych zezwalający 7 Eskadrze Myśliwskiej na noszenie nazwy „7 Eskadra Myśliwska im. Tadeusza Kościuszki”[1].